# Rinorea villosiflora
Rinorea villosiflora és una espècie de planta que pertany a la família de les violàcies. És endèmica del Brasil, concretament a l'Estat de Maranhão; i creix en els boscos no inundats.

## Taxonomia
Rinorea villosiflora va ser descrita per Hekking i publicat a Phytologia 53(4): 254, pl. 1, f. 3; pl. 2, f. 3., l'any 1983.